# 七號奧爾布賴特鎮區 (北卡羅萊納州阿拉曼斯縣)
七號奧爾布賴特鎮區（英語：Township 7, Albright）是位於美國北卡羅萊納州阿拉曼斯縣的一個鎮區。

## 地方資料
七號奧爾布賴特鎮區的面積為54.65平方千米，皆為陸地。根據2020年美國人口普查的數據，當地共有人口4698人，而人口密度為每平方千米85.97人。